# Melvita
Мелвита (от лат. mel — мёд и лат. vita — жизнь) — французская марка органической косметики с производством в городе Лагорс (департамент Ардеш, юг Франции).
Компания Мелвита выросла из пчеловодческой фермы в Ардеше. В 1983 году основатель компании Бернар Шевийя выпустил первую косметическую линию на основе продуктов пчеловодства.
Мелвита выпускает мыло, средства по уходу за кожей лица и тела, парфюмерию, следуя стандартам качества органической косметики. В 2002 году Мелвита одной из первых получила сертификат органической продукции ECOCERT. В настоящее время в ассортименте Мелвита более 400 продуктов.
В 2008 году компания была куплена другим французским косметическим брендом Л’Окситан.
В 2010 году Мелвита появилась в России, где её представляет компания «Л’Окситан РУС». Фирменные салоны открыты в Москве и Санкт-Петербурге. Также косметика доступна в фирменной сети магазинов ИЛЬ ДЕ БОТЭ.